# Escrituras preislámicas de Afganistán
Afganistán posee un rico legado lingüístico de escrituras preislámicas, que existían antes de ser desplazadas por el alfabeto árabe, después de la conquista islámica de Afganistán. Entre estas escrituras se encuentran los alfabetos sharada, karosti, griego (para el idioma bactriano) y  brāhmī. Durante miles de años, Afganistán estuvo habitado por pueblos indo-arios e iranios y, por lo tanto, todos los documentos, tratados, monumentos y restos antiguos son de origen hindú e iraní. Más tarde, el budismo se convirtió en la fuerza principal en Afganistán y trajo consigo sus propios lenguajes litúrgicos.
Abundante evidencia arqueológica en forma de inscripciones, numismática y manuscritos ha proporcionado rastros de los precursores de las lenguas Indo-Arias contemporáneas de Afganistán, como las lenguas dárdicas.

## Sánscrito
Los descubrimientos arqueológicos recientes de inscripciones en sánscrito dan fe de la prevalencia del alfabeto sánscrito en Afganistán.
Algunas inscripciones sánscritas en brahmi tardío de alrededor del siglo V al VIII también se han encontrado en Afganistán en las últimas décadas. Son dignas de mención las inscripciones al fresco de Dilberjin (Drevniaia Baktriia); las inscripciones de Gardez en una imagen de Ganesa; y las inscripciones de imágenes de Uma Maheshvara de Tapa Skandar. También se han descubierto en Ghazni varias inscripciones budistas de este período con el credo budista en tablillas votivas de arcilla.
El Imperio Kushan empleó abundantemente el sánscrito para su uso en textos literarios hinduistas y budistas, como se desprende de la evidencia epigráfica.
La presencia de textos literarios budistas en sánscrito del período Kushan va de la mano de la codificación del canon sánscrito de la escuela Sarvastivada de Cachemira en el concilio budista de la época de Kanishk.
Los historiadores atestiguan que la mayoría de la población de la región, incluyendo Bactria, hablaba dialectos vernáculos del sánscrito.

## Śāradā
Abundantes textos en alfabeto shāradā se han encontrado en Afganistán; uno de ellos grabado en una estatua de mármol del dios elefante indio Ganesha que se encontró cerca de Gardez. Otro estaba inscrito en la gran Uma (Parvati) Maheshvara de Tepe Skandar, al norte de Kabul. Todas las inscripciones  shāradā parecen datar en torno al siglo VIII d. C.
Entre los años 750 y 1000 , los shahi emitieron monedas de plata para proporcionar moneda al este de Afganistán y Gandhara. La mayoría de las monedas tienen una leyenda en el anverso en Spalpati Deva o Samanta Deva, dos tipologías de escritura shāradā.

## Gandhari
En lo que fue Gandhara (este de Afganistán y norte de Pakistán), los estudiosos han encontrado una gran cantidad de pergaminos budistas, escritos en el idioma gandhari (un dialecto del sánscrito) con escritura kharosthi. Lo más probable es que el gandhari fuera el idioma cotidiano de los kushanos después de que establecieron su imperio. Desde Gandhara, este alfabeto se extendió al este y al norte a varias partes de Asia Central. Con posterioridad siglos, el kharoshthi se convirtió en la escritura principal en la cuenca del Tarim (ahora parte de la región autónoma uigur de Xinjiang de China) para escribir los idiomas locales.

## Kharosthi
Se han encontrado inscripciones y documentos en karosti (o kharosthi) en una amplia zona de Afganistán. En el extremo oeste y noroeste, se han encontrado varios especímenes en sitios a lo largo del río Kabul alcanzando en el oeste Wardak o Khawat, a unas 20 millas (32 km) al oeste de Kabul. Las excavaciones arqueológicas recientes también han arrojado numerosas inscripciones karosti al norte del Hindú Kush, en la antigua Bactria, tanto al norte de Afganistán (p.ej. Kunduz) como en varios lugares de las antiguas repúblicas soviéticas de Uzbekistán y Tayikistán.